# Пате-журнал
«Пате-журнал» (фр. Pathé-journal) — кінохроніки і відновлені історичні події, змонтовані на основі документальних кадрів, що випускалися фірмою «Pathé» з 1908 по 1926 роки (їх випуск зупинений через низьку рентабельність), потім з 1929 з ініціативи Бернара Натана (фр. Bernard Natan) випуски знімали вже зі звуком. Хроніки знімалися в кореспондентських пунктах, організованих «Pathé» у багатьох країнах.

## Історія
Витоки журналу сягають у 1896 році в Парижі, Франція, коли Шарль Пате та його брати заснували Société Pathé Frères, які були піонерами розвитку рухомого зображення. Шарль Пате взяв національний символ Франції, галльского півня, як торгову марку для своєї компанії. Після цього компанія, яка тепер називається Compagnie Générale des Éstablissements Pathé Frère Phonographes & Cinématographes, винайшла кінохроніку для Pathé-Journal. French Pathé розпочав свою кінохроніку в 1908 році і відкрив офіс кінохроніки на Уордур-стріт у Лондоні в 1910 році.
Кінохроніку показували в кінотеатрах і не коментували до 1928 року. Спочатку вона йшли близько чотирьох хвилин і виходила раз на два тижні. У перші дні знімки камери були зроблені зі нерухомого положення, але кінохроніка Pathé зафіксувала такі події, як фатальний стрибок з парашутом Франца Райхелта з Ейфелевої вежі та смертельну травму суфражистки Емілі Девісон від скакового коня на Епсомському дербі 1913 року.
Під час Першої світової війни кінохроніка називалася Pathé Animated Gazettes, і вперше створила конкуренцію газетам. Після 1918 року британський Pathé почав відкривати серію кінотеатрів, в яких кінохроніка була набагато довшою та більш повною. До 1930 року British Pathé висвітлювала новини, розваги, спорт, культуру та жіночі проблеми через програми, включаючи Pathétone Weekly, Pathé Pictorial, Gazette та Eve’s Film Review.
У 1927 році компанія продала British Pathé (відділ художніх фільмів і кінохроніки) компанії First National. (French Pathé News існував до 1980 року, і зараз його бібліотека є частиною колекції Gaumont-Pathé.) Pathé знову перейшов з рук у руки в 1933 році, коли його придбала British International Pictures, яка пізніше була відома як Associated British Picture Corporation. У 1958 році він був знову проданий Warner Bros. і став Warner-Pathé. У лютому 1970 року Пате припинив виробництво кінохроніки, оскільки вона більше не могла конкурувати з телебаченням. Під час показу кінохроніки серед оповідачів були Боб Денверс-Вокер, Дуайт Вейст, Ден Дональдсон, Андре Барух та Клем Маккарті.

## Оцифровка
Сама бібліотека була продана разом із Associated British Picture EMI Films, а потім іншим, включаючи The Cannon Group (яка розділила відділи художніх фільмів та кінохроніки) та Daily Mail and General Trust, до перезапуску у 2009 році. Відділ повнометражних фільмів тепер є частиною StudioCanal і не пов’язаний з Pathé, французькою компанією і оригінальною материнською компанією британського Pathé. У 2002 році, частково фінансований Національною лотереєю Великої Британії, весь архів був оцифрований. Британський архів Pathé зараз містить понад 3500 годин знятої історії, 90 000 окремих предметів і 12 мільйонів кадрів. 7 лютого 2009 року British Pathé запустила канал на YouTube у своєму архіві кінохроніки.
З березня 2010 року British Pathé перезапустив свій архів як онлайн-сайт розваг, зробивши Pathé News сервісом для громадськості, а також для індустрії мовлення. У травні 2010 року The Guardian отримала доступ до британського архіву Pathé, де на своєму веб-сайті розміщувалися актуальні відео. У травні 2012 року British Pathé отримав міжнародну премію FOCAL як бібліотека року. У квітні 2014 року British Pathé завантажила всю колекцію з 85 000 історичних фільмів на свій YouTube канал, щоб зробити архів більш доступним для глядачів у всьому світі. Станом на 2021 рік канал British Pathé на YouTube мав 822 мільйони переглядів і понад 2 мільйони підписників.
З 2020 року британський архів Pathé містить матеріали з історичної колекції Reuters. Крім того, оскільки історично британська кінохроніка Pathé висвітлювала події на острові Ірландія, в той час як він був частиною Сполученого Королівства Великої Британії як Ірландія, Північна Ірландія, Ірландська Вільна Держава, а пізніше республіка, ця частина архіву була передана в Ірландський кіноархів Ірландського кіноінституту під назвою «Колекція фільмів про незалежність Ірландії». Це також призвело до більш точної каталогізації місць, людей та історичного контексту, ніж історично було б у офісі Великої Британії.

## Телебачення
British Pathé випустила ряд програм і серіалів, а також кінохроніку, наприклад Pathé Eve і Astra Gazette. У 2010 році BBC Four переробила серію Pathé 1950-х років Time To Remember, яку озвучував актор Стенлі Холлоуей, і показала його у вигляді тематичного серіалу з 12 серій. BBC News продовжує використовувати уривки для висвітлення різних подій, таких як Windrush та Друга світова війна.

## Філії
Фірма «Pathé» мала мережу філій в різних містах України — в Києві, Харкові, Одесі. По філіях розсилалися кінокамери для зйомки місцевих подій і поповнення хронік «Пате-журналу».
Одеську філію очолював Лев Залкінд.
- В Одесі ерудовану людину шанобливо називали «Пате-журнал».
- Жермен Дюлак у свій час очолювала «Пате-журнал».